# Проспект Вернадського (Сімферополь)
Проспект Володимира Вернадського (крим. Volodımır Vernadskiy caddesi) — проспект у Київському районі Сімферополя. Названий на честь українського науковця Володимира Вернадського.

## Розташування

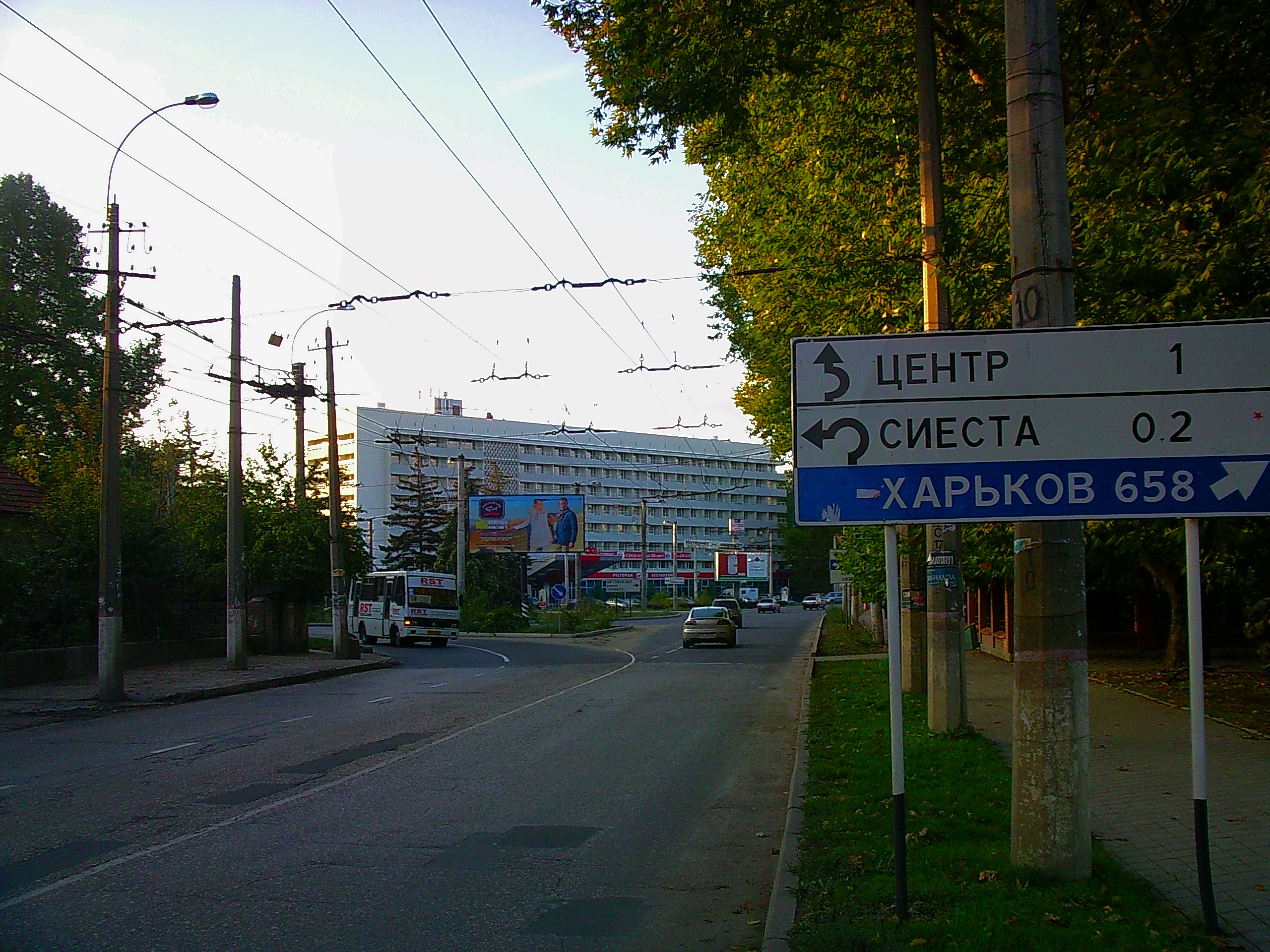
Початок проспекту Вернадського

Загальна протяжність проспекту становить 1,71 км.
Проспект бере початок від площі Радянської конституції на транспортному кільці біля готелю «Москва». Закінчується проспект Вернадського переходом в Ялтинське шосе.
Прилучаються Каштанова алея, вулиці Гончарова, Кусакіна, Миру й Плотинна, провулки Гурзуфський, Інститутський, Гудроний і Алуштинський.
Розташований поруч із парком «Салгирка».

## Історія
Ряд будівель на сучасному проспекті побудовані в XIX столітті, але основна забудова припала на 1940-ті — 1950-ті роки. Оскільки на території вулиці був корпус Інституту сільського господарства, вона мала назву Інститутська. Пізніше вулицю назвали Ялтинською.

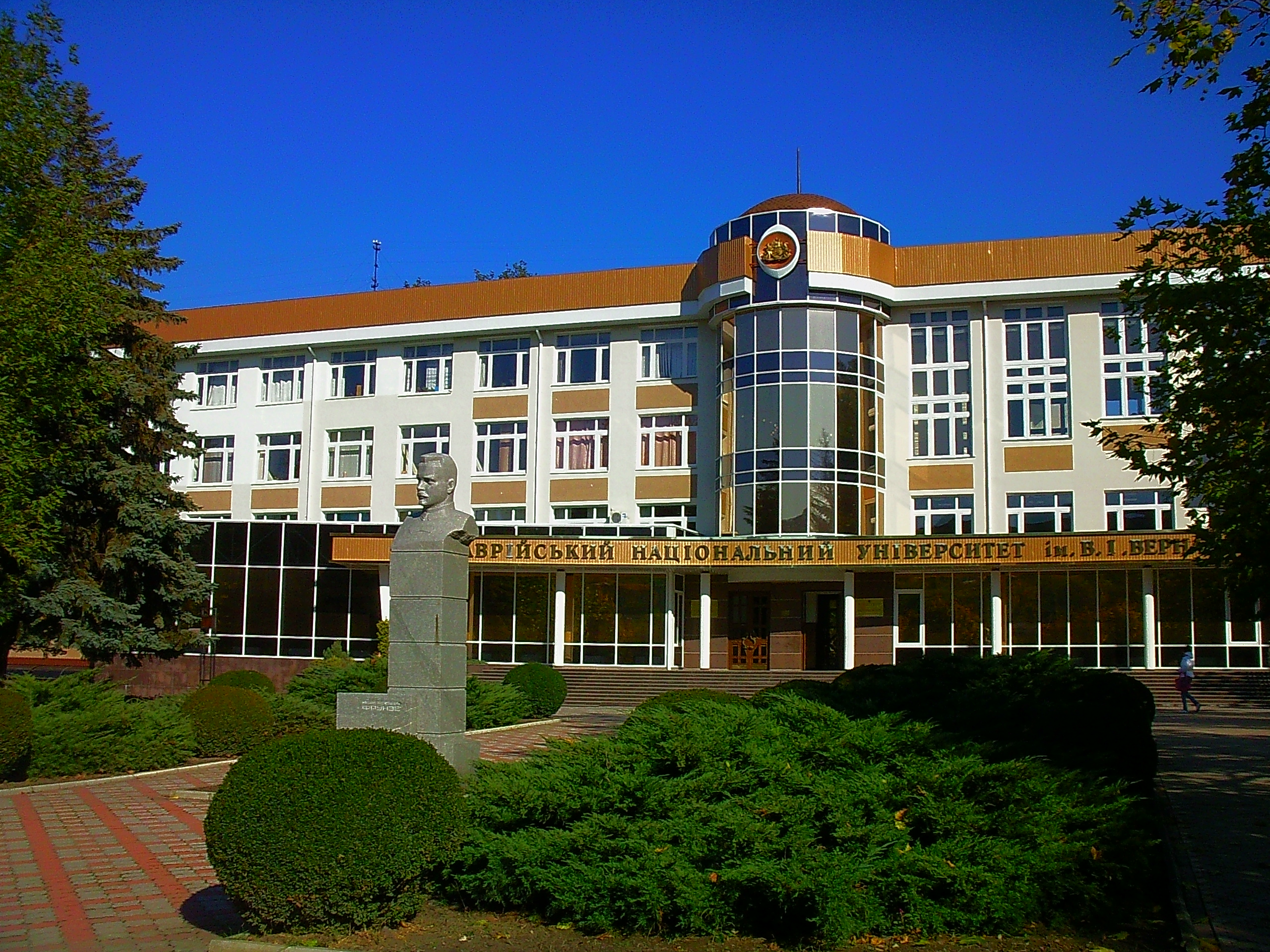
Головний корпус Таврійського національного університету ім. В. Вернадського

З 1959 року по проспекту ходить тролейбус.
У 1960-і роки на цій вулиці були побудовані нові корпуси для Сімферопольського державного університету імені М. В. Фрунзе (з 1999 року — Таврійський національний університет імені В. І. Вернадського).
У лютому 2003 року з ініціативи керівництва Таврійського університету Сімферопольська міська рада ухвалила рішення перейменувати Ялтинську вулицю на Проспект Вернадського.